# 卢旺达内战
卢旺达内战是1990年10月1日至1994年7月8日卢旺达发生的大规模内战，交战双方分别是政府控制的卢旺达武装部队和卢旺达爱国阵线叛军。战争源自该国胡图族与图西族两大族群间旷日持久的争端。卢旺达革命推翻图西族王朝，建立胡图族领导的共和国，三十万多图西族人被迫逃亡。部分难民在乌干达建立了由弗雷德·魯維吉耶馬和保罗·卡加梅领导的卢旺达爱国阵线，20世纪80年代后期已发展成随时准备战斗的武装部队。
1990年10月1日，卢旺达爱国阵线入侵卢旺达东北部并长驱直入60公里，拉开内战序幕。次日，魯維吉耶馬在战斗中阵亡，重创叛军士气。卢旺达陆军在法国军队协助下占据上风，十月结束时卢旺达爱国阵线基本一败涂地。战斗打响时还在美国的卡加梅赶到卢旺达接掌叛军，他命令部下撤至維龍加山脈，等待数月后再度进攻。卢旺达爱国阵线发动游击战，战斗持续到1992年中期，双方都无法压倒对手。持续不断的抗议示威迫使卢旺达总统朱韦纳尔·哈比亚利马纳与卢旺达爱国阵线和国内反对党和谈。“胡图族权力”极端分子反对任何协议，采用包括杀戮在内的各种手段扰乱和谈，卢旺达爱国阵线还在1993年初再度发动攻势，但谈判还是取得成果，各方于1993年8月签署《阿鲁沙协议》。
接下来的和平局面虽不稳定，但协议条款逐步落实。卢旺达爱国阵线武装分子进驻首都吉佳利，联合国卢旺达援助团维和人员在该国布署。然而，“胡图族权力”运动的影响稳步增长，计划以“最终解决方案”消灭图西族。1994年4月6日哈比亚利马纳总统遇刺后，“胡图族权力”开始落实“最终解决方案”。前后约一百天里共有50到100万图西族和胡图族温和派被杀，史称“卢旺达种族灭绝”。卢旺达爱国阵线恢复内战，稳步夺取领土，包围城市并切断补给线。同年六月中旬，叛军已包围基加利，并在7月4日攻陷。数天后卢旺达爱国阵线占领全部领土，迫使临时政府和犯下种族灭绝罪行的极端分子逃往薩伊。
卢旺达爱国阵线胜利后控制全国，卡加梅是实际领导人，1994年起担任副总统，2000年起任总统。卢旺达爱国阵线按计划重建国内基础设施，恢复经济，将种族灭绝罪犯绳之以法，並推动胡图族和图西族和解。1996年，卢旺达爱国阵线领导的卢旺达政府进攻扎伊尔境内难民营，除前政权领导人外，这里还有数百万胡图族难民。此举引发第一次刚果战争，长期独裁的蒙博托·塞塞·塞科因此下台。截至2024年，卡加梅和卢旺达爱国阵线依然在卢旺达政坛占据绝对优势。

## 背景

### 独立前的卢旺达，胡图族、图西族和特瓦族的由来

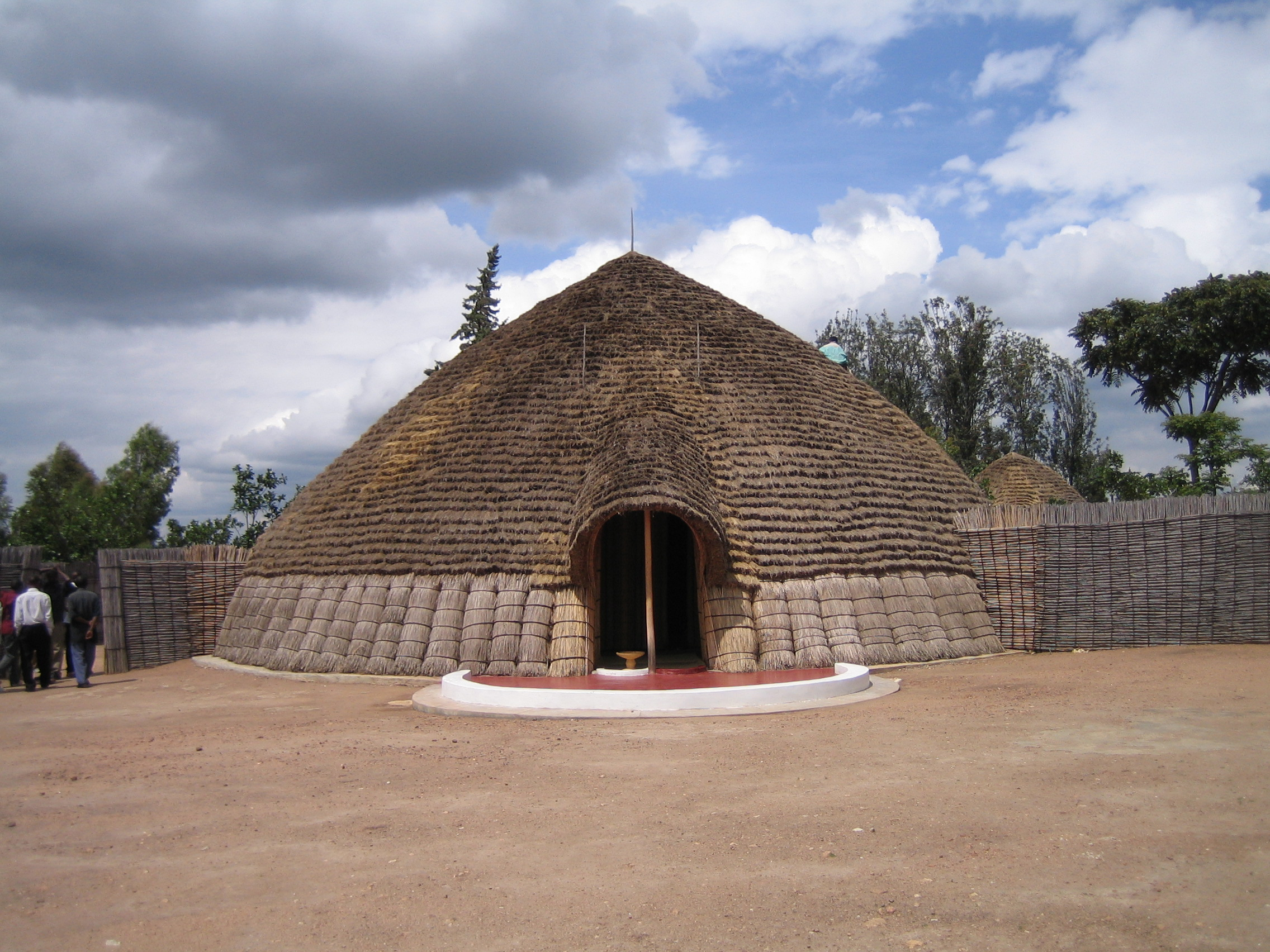
恩延扎重建的卢旺达国王宫殿

公元前八千至三千年间，特瓦人、以狩獵採集为生的俾格米原住民率先在今卢旺达境内土地定居并生活至今。公元前七百年至公元1500年，班圖人迁居此地，开始毁林开荒，住在森林里的特瓦人丧失大部分土地并迁往山坡居住。历史学家对班图人移民提出多种理论，部分认为首批移民是胡图族，图西族后来迁入，很可能是来自非洲之角的不同种族群体。还有历史学家觉得移民持续时间很长，数量稳定，新进族群逐渐融入而非征服原有群体。从第二种理论来看，胡图族和图西族没有显著种族差异，只是社会阶层不同。
随着人口聚集，当地先形成氏族，再凝聚成王国，1700年时卢旺达历史上一共已有约八个王国。18世纪中期，图西族“尼金亚”（Nyiginya）氏族统治的卢旺达王国已占据显著优势，通过征服和同化持续扩张。王国在1853至1895年基加利四世（Kigeli IV）统治期间达到巅峰，他向西面和北面扩张领土，但发起的行政改革在胡图族和图西族间形成裂痕并不断加大。根据国王制订的“布哈克”（ubuhake）制度，胡图族沦为图西族的仆人，需向图西族提供服务和农产品换取牛与土地的使用权；“乌布日塔”（uburetwa）徭役制度规定胡图族必须为图西族工作，才能获许耕种本属于他们但却被图西族没收的土地。卢旺达和邻国蒲隆地在1884年柏林会议上划为德国殖民地，该国1897年与卢旺达国王结盟并建立殖民据点。德国人通过卢旺达君主实行间接统治，这样就不需要派驻大量军队保障殖民。殖民者认为图西族是埃塞俄比亚移民，种族上更加优越，所以指派行政职务时就偏向图西族。卢旺达国王欢迎德国人到来，利用殖民者的军事实力稳固统治、扩张领土。第一次世界大战期间，比利时夺得卢旺达和布隆迪殖民地控制权，1926年起采取更直接的殖民统治手段。比利时政府连同天主教神职人员促使殖民地经济现代化，同时增加税收，实行强制劳役。比利时支持卢旺达君主统治，图西族的优势地位更形巩固，胡图族丧失公民权。1935年，比利时推行身份证制度，标明证主是图西族、胡图族、特瓦族还是入籍人士。过去富裕的胡图族还有可能在名誉上成为图西族，但身份证导致阶层固化。

### 革命、图西族流亡，胡图族共和国
1945年后，卢旺达形成胡图族精英阶层，要求将图西族权力移交胡图族。图西族领导人想经谈判迅速独立，但已得不到比利时支持。卢旺达天主教会也在同时转变，工薪阶层出身青年取代教会早期声望卓著的保守派，新一代神职人员又以佛拉芒人为主，同情胡图族困境，与比利时瓦隆人截然相反。1959年，图西族激进分子刺杀胡图族首领的谣言导致胡图族群情激愤，从11月开始暴动，袭击并放火焚烧图西族居所。暴力迅速蔓延全国，拉开卢旺达革命序幕。图西族国王和政治家反击，试图夺权并排挤胡图族和比利时人，但不敌殖民地总督派来的盖伊·洛吉斯特（Guy Logiest）上校。洛吉斯特重整社会治安，开始公开宣传和保护胡图族精英。他用胡图族取代众多图西族领导人，迫使时任君主基格里五世流亡。

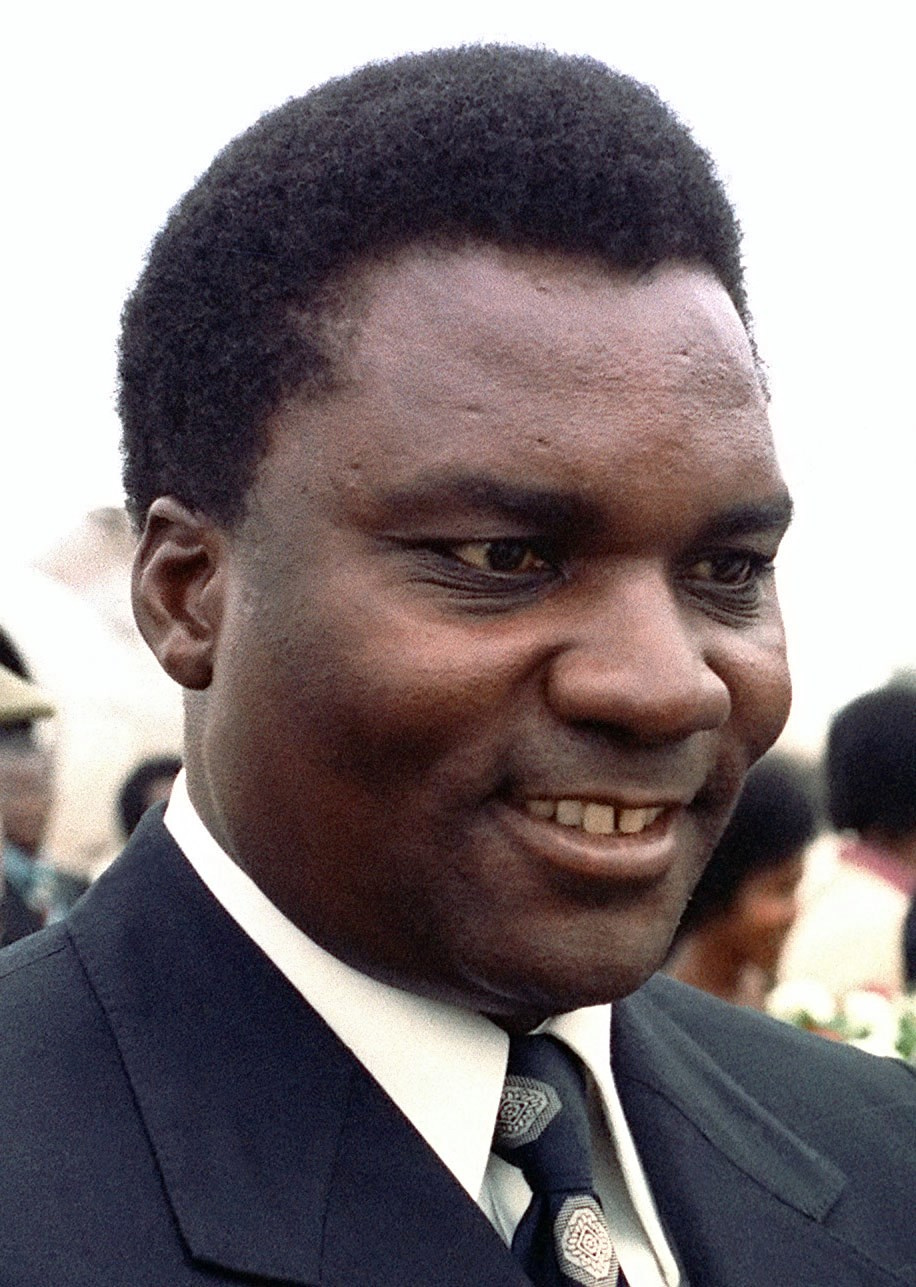
胡图族军官朱韦纳尔·哈比亚利马纳1973年经政变当上卢旺达总统

1961年，洛吉斯特和胡图族领袖格雷戈瓦·卡伊班达宣告卢旺达是自治共和国，该国1962年独立。截至1964年，已有33.6万图西族离开卢旺达逃避胡图族的种族大清洗，大部分人前往布隆迪、乌干达、坦桑尼亚和薩伊等邻国。大部分流亡图西族沦为难民，期盼有朝一日返回卢旺达。部分难民支持卢旺达新政府，其他人拿起武器反攻，其中规模最大的一次是1963年，一度逼近基加利。这些武装团体在卢旺达语中人称“蟑螂”，历史学家对名称来由尚无定论，有可能是叛军自创，反映他们基本是在夜间偷袭。20世纪90年代“蟑螂”一词再度盛行，是带有强烈贬义的图西族代名词，胡图族强硬派以此将图西族非人化。20世纪60年代的“蟑螂”缺乏装备和组织，无法与政府军抗衡。他们最后一次大规模袭击是1963年12月从布隆迪境内发动，纯属绝望一搏，终因规划不力、装备不足失败，政府为此大肆屠杀卢旺达境内图西族，估计有一万人死亡。
卡伊班达持续统治胡图族共和国十余年，专制统治与革命前的封建君主制八九不离十。1973年，胡图族军官朱韦纳尔·哈比亚利马纳发动政变推翻卡伊班达。他在1975年成立政党全国民主与发展共和运动（Mouvement républicain national pour la démocratie et le développement），并在1978年公投后颁布新宪法，宣告卢旺达实行一党制，所有公民都必须加入全国民主与发展共和运动。哈比亚利马纳任内图西族依然面临歧视，但经济繁荣改善社会治安，针对图西族的暴力行径减少。20世纪80年代末咖啡价格雪崩，卢旺达富裕阶层收入大减，引发争夺权力和外援物资的政治斗争。第一夫人阿加特·哈比亚利马纳的“阿卡祖”（Akazu）家族在斗争中取胜。“阿卡祖”比总统所属家族地位更崇高，曾在19世纪统治吉塞尼附近的独立国家，哈比亚利马纳需要依靠他们来控制卢旺达西北部人口。“阿卡祖”利用情势不断壮大，总统越来越依赖他们维持统治。经济形势迫使哈比亚利马纳大幅削减国家预算，进而引发内乱，他接受法国总统弗朗索瓦·密特朗建议承诺实施多黨制，但不采取任何行动实现目标。学生抗议游行接踵而至，1990年末卢旺达已深陷危机。

### 卢旺达爱国阵线成立与备战
卢旺达爱国阵线的前身组织于1979年在乌干达成立，起初人称“卢旺达难民福利协会”（Rwandan Refugees Welfare Association），1980年更名“卢旺达民族团结联盟”（Rwandan Alliance for National Unity），旨在反抗乌干达总统米尔顿·奥博特对图西族难民的迫害与歧视。奥博特指控难民与前总统伊迪·阿敏联手，声称难民抢夺摆脱阿明统治的乌干达人房屋和牛。与此同时，图西族难民弗雷德·魯維吉耶馬与保罗·卡加梅加入约韦里·穆塞韦尼领导的叛军救国阵线（Front for National Salvation）。穆塞韦尼曾与奥博特并肩战斗，1979年打败阿明后，奥博特在1980年乌干达大选获胜，但这场胜利极具争议，大规模选举舞弊的传言四起，穆塞韦尼也退出政府。穆塞韦尼与魯維吉耶馬和卡加梅合作组建新叛军全国抵抗军（National Resistance Army），旨在推翻奥博特政府，乌干达丛林战争爆发。奥博特担任总统期间一直敌视卢旺达难民，卢旺达民族团结联盟1981年被迫流亡到肯尼亚的奈洛比。1982年，经奥博特授权，安科勒（Ankole）地区议会发布通报，要求将难民逐出民居，只能住在营地，青年民兵以暴力落实驱逐。流离失所的难民想返回卢旺达，但哈比亚利马纳政府把他们限制在相互孤立的营地并关闭边境，阻止平民涌入。面对无处容身的境地，乌干达大量图西族难民加入穆塞韦尼领导的全国抵抗军。

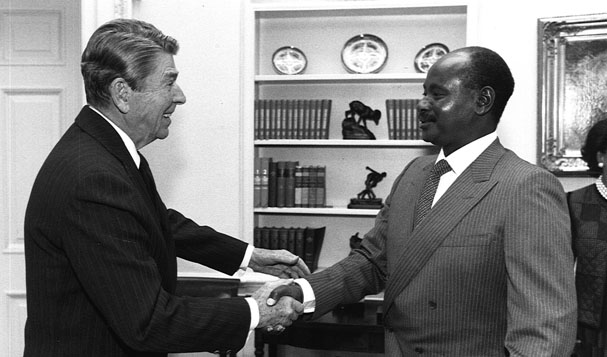
1987年10月，乌干达总统约韦里·穆塞韦尼与美国总统罗纳德·里根在白宮会晤

1986年，全国抵抗军以包括五百名卢旺达人在内的1.4万兵力攻陷坎帕拉后组建新政府，穆塞韦尼就职总统后任命卡加梅和魯維吉耶馬担任乌干达新陆军高级军官。参与乌干达丛林战争的经历令卡加梅和魯維吉耶馬深受启发，考虑袭击卢旺达，推动难民重返故土。两人履行军队职责的同时开始在军队内部秘密建立卢旺达图西族难民网，打算用这些军人充当袭击卢旺达的力量核心。穆塞韦尼同情难民处境，卢旺达民族团结联盟在他掌权期间得以回迁坎帕拉。经过1987年的会议，卢旺达民族团结联盟更名“卢旺达爱国阵线”，旨在采取一切手段把难民送回卢旺达。卢旺达爱国阵线1988年发生领导层危机，魯維吉耶馬介入组织后掌权，接手彼得·巴因加纳（Peter Bayingana）的主席位置。卡加梅及魯維吉耶馬在全国抵抗军的其他资深盟友一同加入，卡加梅任副主席。巴因加纳留在组织内任副主席，但对主席位置被夺愤恨不已。1989年下半年，巴因加纳及其支持者打算不靠魯維吉耶馬的支持发动战争攻进卢旺达，但很快就被政府军击退。
卢旺达总统哈比亚利马纳知道乌干达陆军的流亡图西人持续增长，为此与穆塞韦尼总统交涉。与此同时，全国抵抗军众多乌干达和巴干达人（Baganda）官员批评穆塞韦尼任命卢旺达难民出任高级军官。穆塞韦尼于是在1989年将卡加梅和魯維吉耶馬降级，两人事实上还是高级军官，但名义级别下降，将来可能无法获得乌干达军队资源，迫使他们决定加快进军卢旺达的计划。
1990年，乌干达西南部牧场主和他们土地上的占地者发生纠纷，这些占地者大部分是卢旺达人，事态引发该国广泛争论，最终所有卢旺达难民都被贴上“非公民”的标签。鲁维吉耶马和卡加梅知道自身地位岌岌可危，考虑到难民离开乌干达的压力增大，卢旺达国内局势不稳，两人1990年中期决定立即实施入侵计划，穆塞韦尼总统很可能知道这项计划，但没有明确支持。穆塞韦尼1990年中期命令鲁维吉耶马前往美国莱文沃思堡（Fort Leavenworth）指挥参谋学院参与军官培训课程，还计划把军中其他卢旺达高级军官派到海外，此举有可能是为减小卢旺达爱国阵线入侵卢旺达的威胁。经过两天商讨，穆塞韦尼同意服役多年的鲁维吉耶马留在乌干达休假，但要求卡加梅前往美国受训。为防总统猜疑，卢旺达爱国阵线领导层同意卡加梅前往，这也意味着战争爆发时他远在千里之外。

## 战争历程

### 1990年入侵与鲁维吉耶马之死
1990年10月1日，五十名卢旺达爱国阵线叛军擅离乌干达陆军岗位，跨过两国边境进入卢旺达，杀死卡吉通巴（Kagitumba）边境哨所海关人员，迫使其他人逃离。成百上千的叛军随后前来，身穿乌干达国民军（Ugandan National Army）制服，携带包括机枪、機炮、迫击炮和苏制BM-21火箭炮等从乌干达盗取的武器。卢旺达爱国阵线估计乌干达陆军共有四千卢旺达人，其中约2500参与此次进攻，随行的还有医疗人员、信使等八百平民。乌干达和卢旺达两国总统此时都在纽约出席联合国世界儿童峰会。卢旺达爱国阵线在战斗打响后向南推进60公里抵达加比罗（Gabiro）以南，卢旺达武装部队身为政府军人数占优，约有5200名军人，还有法国提供的装甲车和直升机，只是对卢旺达爱国阵线偷袭猝不及防。乌干达政府在该国西部各地设立路障，防止更多军人叛逃，同时阻止叛军撤回乌干达。
10月2日，卢旺达爱国阵线领袖鲁维吉耶马头部中弹身亡。当时的具体情况尚无定论，卡加梅政府的官方口径和历史学家杰拉德·普鲁尼尔（Gérard Prunier）1995年的著作声称鲁维吉耶马死于流弹。但是，普鲁尼尔2009年的著作《非洲世界大战》（Africa's World War）改称鲁维吉耶马是因战术争执死在二把手彼得·巴因加纳枪下。书中宣称，鲁维吉耶马打算缓慢推进，先战胜卢旺达的胡图族，再进攻基加利，但巴因加纳和同为指挥官的克里斯·布尼耶耶兹（Chris Bunyenyezi）主张强力进攻、长驱直入，尽快掌握权力。争执愈演愈烈，巴因加纳最后枪击鲁维吉耶马。卢旺达爱国阵线高官斯蒂芬·恩杜古塔（Stephen Nduguta）目睹事发并告知穆塞韦尼总统，穆塞韦尼派弟弟萨利姆·萨利赫（Salim Saleh）调查，萨利赫下令逮捕巴因加纳和布尼耶耶兹，后将两人处死。
战事消息传来，哈比亚利马纳请求法国援助打击入侵。法国总统之子让-克里斯托夫·密特朗（Jean-Christophe Mitterrand）是法国政府非洲部门负责人，承诺派兵干预。10月4日晚，基加利响起神秘枪声，据称是卢旺达爱国阵线突击队所为。但后世研究普遍认为这是卢旺达当局做戏，以期向法国证明国家政权危在旦夕。六百名法国军人次日抵达卢旺达，比先前承诺多一倍。法军行动代号“西北风”（Noroît），官方说法是保护法国公民，实际却是支援哈比亚利马纳政权，法国伞兵连立即建立阵地，阻挡卢旺达爱国阵线向首都和基加利国际机场推进。比利时和扎伊尔均在十月上旬派兵前往基加利。比利时军人起初主要负责保护该国在卢旺达境内公民，但局势发展证明他们根本没有危险。哈比亚利马纳政权任意逮捕和屠杀，而且没有从源头上应对战争，消息传到布鲁塞尔后引发政治争议。国内争议愈演愈烈，和平遥遥无期，比利时政府从11月开始撤军，此后没有再向哈比亚利马纳提供军事援助。扎伊尔总统蒙博托·塞塞·塞科派出總統特種師（Division Spéciale Présidentielle）数百名精英，他们不像法军般消极，直接冲往前线作战。但这些“精英”军纪涣散，在卢旺达北部洗劫民居、强奸平民，促使哈比亚利马纳还不到一周就把他们驱逐回国。鲁维吉耶马之死对卢旺达爱国阵线士气打击很大，再加上法国援助，卢旺达陆军优势显著。十月结束前，政府军已收复所有失地，迫使叛军朝乌干达边境退却。开小差的军人众多，有些返回乌干达，有些逃到阿卡蓋拉國家公園躲藏。哈比亚利马纳指控乌干达政府资助卢旺达爱国阵线，在坎帕拉建立“后方指挥部”，发动侵略。10月30日，卢旺达政府宣布战争结束。
卢旺达以10月4日基加利的枪声为由任意逮捕八千余名图西族政治反对派，怀疑图西族的民意持续膨胀，卢旺达电台（Radio Rwanda）在节目中煽动种族仇恨。10月11日，吉塞尼省（Gisenyi Province）基比里拉镇地方当局组织屠杀383名图西族人。镇官员和副省长一度下台入狱，但很快获释。这是近二十年来首次针对图西族的大屠杀，此前哈比亚利马纳治下的反图西族暴力虽然持续不断，但程度尚不严重。

### 卡加梅重组卢旺达爱国阵线

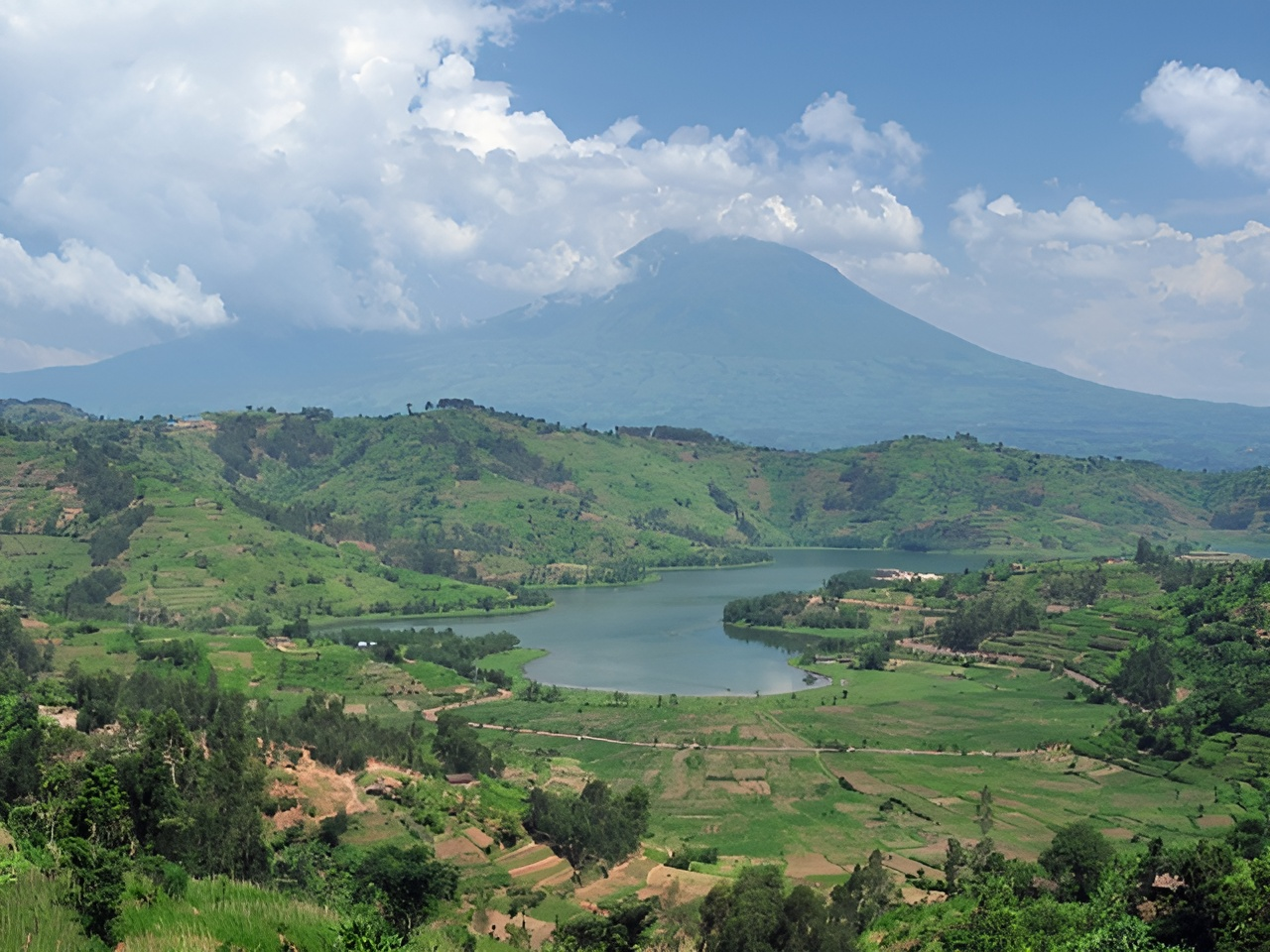
維龍加山脈是卢旺达爱国阵线1990至1991年的大本营

内战爆发时，保罗·卡加梅还在美国莱文沃思堡参加培训，他在堪萨斯州期间频繁与鲁维吉耶马通电话，仔细规划十月入侵。卡加梅九月底通知指挥参谋学院打算离开，抓紧时间处理各项事务准备在战争打响后尽快回国。学院同意他携带教材离开，卡加梅后来便用这些教材制订战争策略。10月5日得知鲁维吉耶马去世后他马上出发，经伦敦、亚的斯亚贝巴抵达恩德培机场，借乌干达特勤局的朋友帮忙安全通过。警方一度考虑逮捕卡加梅，但穆塞韦尼人在国外而且没有留下特别指示，最后由他离开。乌干达同僚开车把卡加梅送到边境，他在10月15日清晨进入卢旺达。
卡加梅赶到时，卢旺达爱国阵线一片混乱，士气非常低落。据他事后回忆，当时部队因鲁维吉耶马去世缺乏组织，战事失利又重挫士气，局面非常严峻。卡加梅在卢旺达爱国阵线名气很大，许多人都曾在乌干达陆军与他并肩作战，非常欢迎他在危急时刻前来。此后几周他和高级军官收集情报，卢旺达爱国阵线十月底已退至乌干达边境，卡加梅认定继续战斗注定只是徒劳，下令卢旺达东北部大部分军人沿西北边境向維龍加山脈转移。他知道维龙加山脉地形崎岖，即便部队位置暴露也有崇山峻岭保护。卢旺达爱国阵线军人与乌干达陆军的昔日战友私谊尚存，卡加梅所部在穆塞韦尼总统默许下多次进出两国边境，长途跋涉近一星期。
少量卢旺达爱国阵线军人留下充当诱饵，不时小规模偷袭对大部分叛军已朝山区转移一无所知的政府军。战争开始朝游击战方向转变，首先是卡图纳（Katuna）的卢旺达边境海关遇袭，卢旺达政府随即指控乌干达蓄意包庇卢旺达爱国阵线。新战术对卢旺达陆军构成重大伤亡，结果政府军炮击乌干达领土报复，导致乌干达平民丧生和重大财物损失，据称卢旺达军人还跨境抢劫和绑架。
维龙加山脉的生存条件非常恶劣，海拔五千米的山区基本无法获取食品和补给，许多军人缺乏保暖衣物，在高海拔寒冷气候中手脚坏死甚至活活冻死。卡加梅花费两个月重组军队，其间没有发动任何军事行动。曾与哈比亚利马纳合作、但在两人交恶后流亡的亚历克西·卡尼亚伦圭（Alexis Kanyarengwe）上校加入卢旺达爱国阵线，身为胡图族却得以担任主席。同为胡图族的塞斯·森达宗加（Seth Sendashonga）担任卢旺达爱国阵线与卢旺达反对党的联络员，此时部队的其他大部分高级人才都是乌干达图西族。流亡布隆迪、扎伊尔等国家的难民陆续自愿前来，军队人数稳步增长。卡加梅一直严肃军纪，按计划训练部队，制订大量军人行为守则。军人在民间购物应该付款，不得饮酒吸毒，令当地居民对卢旺达爱国阵线印象甚佳。违纪人员会受殴打等惩罚，谋杀、强奸、开小差等严重罪行最高可能处死。
卢旺达爱国阵线大力筹资，财务专员阿洛伊西娅·伊云巴（Aloisia Inyumba）在坎帕拉领头。流亡世界各地的图西族人向他们捐款，对政府不满的卢旺达商人也不例外。筹得金额虽然不大，但卢旺达爱国阵线施行严格的财务纪律，领导人甘愿身先士卒清苦节俭地生活，部队作战能力逐渐提升。他们通过各种途径取得武器弹药，其中包括利用冷战结束导致武器供过于求的局面从公开市场购买。乌干达陆军军官很可能向卢旺达爱国阵线提供武器。据普鲁尼尔记载，丛林战争期间与卡加梅并肩作战的乌干达人仍然忠实于他，愿意私下送武器给卢旺达爱国阵线。穆塞韦尼对此很可能知情，只不过面对国际社会时坚称一无所知。据穆塞韦尼后来透露，“卢旺达爱国阵线落败会损害卢旺达图西族人民的利益，不利于乌干达稳定”，面对这样的“既成事实局面”，乌干达决定“从物质上帮助卢旺达爱国阵线”。新闻工作者贾斯图斯·穆汉古兹·坎帕（Justus Muhanguzi Kampe）认为，乌干达陆军的图西族军人带着武器投身卢旺达爱国阵线，这意味着国家军火库“几乎耗尽”，他怀疑卢旺达内战“必定对乌干达政府产生巨大财务影响，特别是乌干达军事预算”，消耗该国“数万亿先令”。

### 1991年1月袭击鲁亨盖里

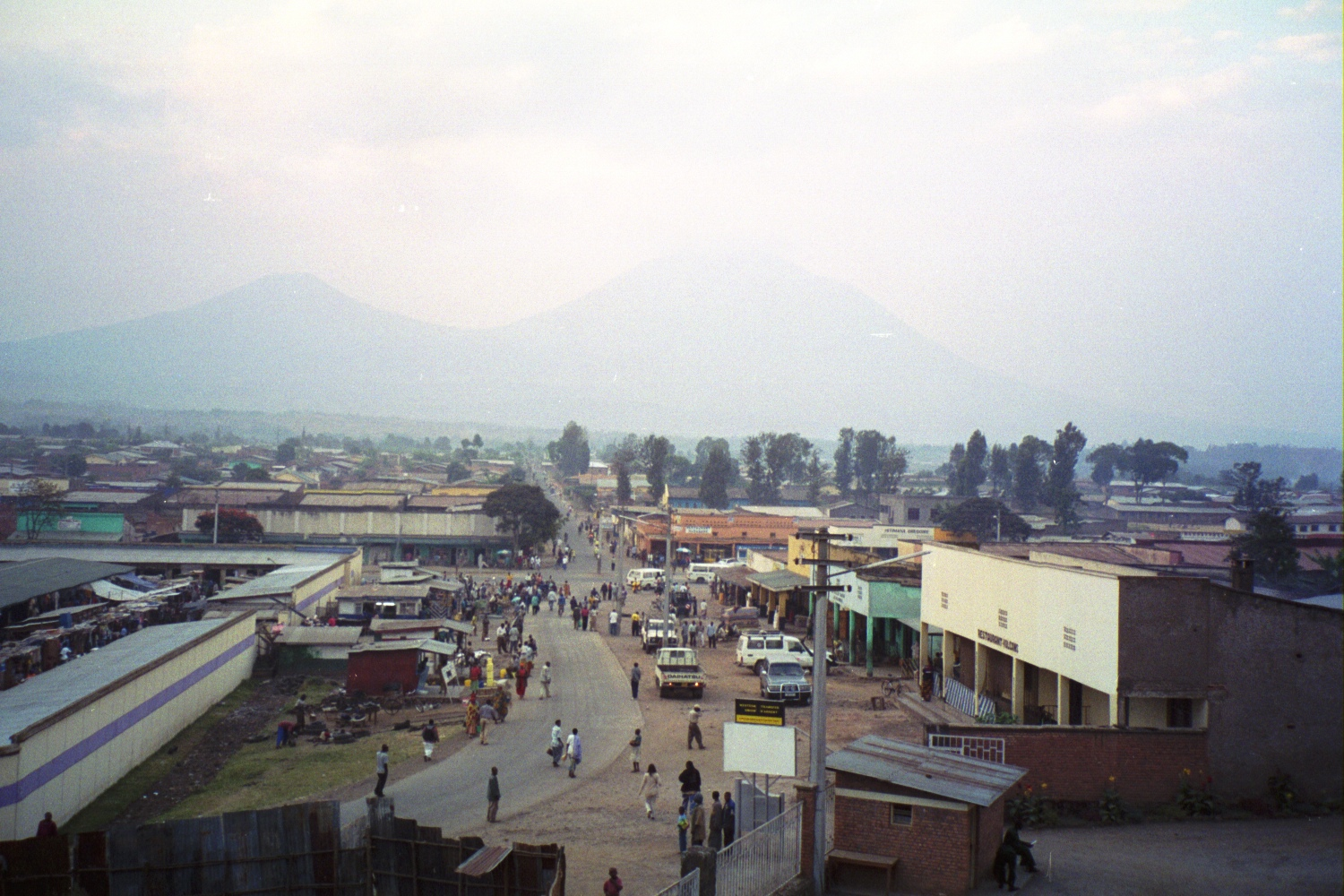
魯亨蓋里，远方是維龍加山脈

重整军队三个月后，卡加梅1991年1月认为卢旺达爱国阵线已完成备战，首轮袭击目标是维龙加山脉以南的卢旺达北部城市魯亨蓋里。这里不但是省会，而且离山脉不远，足以保障突袭效果。卡加梅选中鲁亨盖里还有文化方面原因。哈比亚利马纳总统、第一夫人及背后的强大家族都来自卢旺达西北部，而且大部分卢旺达人都把西北部视为哈比亚利马纳政权核心。突袭鲁亨盖里能确保卢旺达人民知道卢旺达爱国阵线还在伺机而动，卡加梅希望借此破坏政府稳定。
1月22日夜间，七百名卢旺达爱国阵线武装分子在当地支持者协助下从山脉潜入市内各处隐蔽，第二天早上发动进攻。政府军猝不及防，基本无力抵御。卢旺达警察和军队短暂打退驻点周围武装人员，打死许多叛军。法国政府事后奖励约15名参与后防的法军伞兵，估计卢旺达陆军很可能得到法军援助。卢旺达爱国阵线中午已打败守军占领全城，大部分平民逃离。
鲁亨盖里拥有全国最大的监狱，是卢旺达爱国阵线此役的主要目标。典狱长夏尔·乌维霍耶（Charles Uwihoreye）得知叛军来袭后致电基加利政府请求指示，“阿卡祖”家族的埃利·萨加特瓦（Elie Sagatwa）上校命令他杀害所有囚犯，以防他们逃脱或转投卢旺达爱国阵线，同时避免知名政治犯或昔日内部人士向叛军透露机密。但乌维霍耶拒绝从命，萨加特瓦后来主动打来电话强调命令已获总统批准时也不例外。卢旺达爱国阵战最后占领监狱释放囚犯，许多人加入叛军，其中包括哈比亚利马纳总统昔日的亲密盟友泰奥内斯特·利赞德（Théoneste Lizinde），他在1980年政变失败后被捕。
叛军占领鲁亨盖里至1月23日下午，然后撤回山区过夜。卢旺达政府此前宣称已将卢旺达爱国阵线赶出国门，叛军只能从乌干达发动游击战，卡加梅所部此次行动无异于回抽一记耳光。次日政府派兵赶赴鲁亨盖里并宣布进入紧急状态，该市及周边地区严格实施宵禁。卢旺达爱国阵线此后几个月几乎每晚都来偷袭政府军，该国自前一年十月战事结束后重燃战火。

### 1991至1992年游击战
卢旺达爱国阵线袭击鲁亨盖里后发动游击战。卢旺达陆军在该国北部集结，把守关键位置并炮轰维龙加山脉的叛军藏身处，但受崎岖山地限制无法全面进攻。卡加梅所部的袭击反复无常，竭力维持卢旺达爱国阵线复苏形成的外交和心理影响。卡加梅采取同时偷袭该国北部多达十个地点等战术，防止政府军集中兵力进攻一处。这种低强度战争持续数月，双方都顺利突袭敌方，但不足以占据上风。叛军取得边境城镇加图纳（Gatuna）等领土，封死卢旺达经北方走廊连接肯尼亚蒙巴萨港的道路，对该国影响显著，所有贸易只能改走坦桑尼亚，选择路途更远、成本更高的中部走廊。1991年接近尾声时，卢旺达爱国阵线已控制全国半成领土，在比温巴省（穆林迪（Mulindi，今北部省吉昆比縣乡村）附近的废弃茶厂设立新总部。叛军控制区的大量胡图族逃到政府控制区，形成庞大的国内流离失所人群。
战火再起对卢旺达主要产生两方面影响，一是针对该国境内图西族的暴力活动抬头，胡图族激进分子在地方官员许可下杀害多达一千名图西族，首先是基尼吉（Kinigi）附近三十到六十名巴格格威（Bagogwe）图西族牧民遇害，接下来蔓延到南面与西面的鲁亨盖里和吉塞尼蔓延。杀戮持续到1991年6月，直到政府颁布措施容许潜在受害者迁至基加利等更安全的地点。“阿卡祖”开始大规模宣传活动，用广播和出版物向胡图族宣称：“非我族类、其心必异，图西族亡我之心不死，他们不信上帝，一心只想恢复往日封建君主专制，以期达成奴役胡图族的罪恶目的”。《唤醒他人》（Kangura）杂志刊登“胡图族十诫”（Hutu Ten Commandments），从卢旺达社会生活的方方面面强调胡图族高人一等。卢旺达爱国阵线为此在乌干达开办穆哈武拉电台（Radio Muhabura），向卢旺达境内广播宣传，1992至1993年虽有听众收听，但始终没有形成规模。
第二方面影响是哈比亚利马纳总统宣布国内实施多党制，除内战外，国际社会施加的巨大压力也是重要原因，连他最忠实的盟友法国也在施压国家之列。哈比亚利马纳在1990年中期首度承诺多党制，反对团体此后几个月出雨后春笋般涌现，如共和民主运动（Mouvement démocratique républicain）、社会民主党（Parti Social Démocrate）、自由党（Parti Libéral）等，但保障一党制的法律依旧。1991年中期，哈比亚利马纳正式容许多党制运作，许多新政党走到阳光下。这些政党的宣言提倡全面民主并与卢旺达爱国阵线和解，但人微言轻，毫无政治影响。老牌反对团体登记成为正式政党，该国表面上正朝多党分配代表权的包容内阁政治方向迈进，但在统治阶级不断阻碍下进展缓慢。这段时间最后形成的反对派是共和国防卫联盟（Coalition pour la Défense de la République），是比哈比亚利马纳所在党更加强硬的胡图族党派，与“阿卡祖”关系密切。
1991至1992年的政治改革进展缓慢，1991年10月成立的内阁几乎没有反对派，全国各级行政机构只承认总统领导的政党全国民主与发展共和运动权威。1992年1月的内阁又全属一党，基加利爆发大规模示威游行，迫使哈比亚利马纳真正让步。他宣布愿意和卢旺达爱国阵线谈判，并在同年四月组建多党内阁。新内阁仍由他的政党主导，但反对派要员可以出任关键职位。1992年1月内阁的反对派与卢旺达爱国阵线会面谈判停火协议，叛军1992年7月同意停战，各方开始在坦桑尼亚城市阿鲁沙和谈。

### 1992至1993年和平进程
共有四方势力参与和谈，每方都有自家小算盘，导致局面非常复杂。首先是共和国防卫联盟代表以“阿卡祖”家族为核心的胡图族强硬派，以及总统所在全国民主与发展共和运动内部的极端分子。其次是除共和国防卫联盟以外的官方反对派，倾向民主与和解，但非常怀疑卢旺达爱国阵线的动机，担心他们旨在破坏1959年革命建立的胡图族“民主”统治政策。第三方是卢旺达爱国阵线，卡加梅知道谈判桌前许多人都是毫无诚心的强硬派，但他担心拒绝和平机遇会伤害叛军政治形象，丧失国际信誉，故不顾部分高级官员反对参与和谈。最后一方代表哈比亚利马纳总统，参与和谈的主要目标是采取一切手段保住权力，即表面上公开寻求中间立场的妥协方案，但私下里竭力阻止，尽量长久地拖延进程，保持现状。哈比亚利马纳知道胡图族激进派对他威胁很大，曾在1992年中期试图解除部分高级军官的职务。此举效果有限，“阿卡祖”成员奥古斯汀·恩丁迪利伊马纳（Augustin Ndindiliyimana）和塞内斯提·巴高索雷仍然担任要职，为“阿卡祖”控制权力提供方便。
哈比亚利马纳及执政党强硬派不断朝和平进程使绊子，但阿鲁沙的谈判代表还在是1992年下半年取得进展。各方八月同意组建包容卢旺达爱国阵线的“多元过渡政府”。共和国防卫联盟和执政党强硬派认为阿鲁沙的和平进程把他们边缘化，对此反应强烈，开始屠杀基布耶地区图西族平民，共杀害85人，焚毁五百户民房。普鲁尼尔认为，杀害卢旺达所有图西族人的种族灭绝“最终解决方案”便是这时开始酝酿。强硬派忙于在国家官方机构框架内建立平行机构，如另组陆军等，意图促使国家背离总统和温和反对派采取的和解立场。他们的目标是从胡图族普遍认可的哈比亚利马纳政府手中接过国家权力，鼓吹卢旺达爱国阵线和图西族会威胁胡图族整体民族自由的说法，千方百计阻止阿鲁沙谈判达成任何协议。
1993年初，阿鲁沙和谈出台完整权力分享协议，全国民主与发展共和运动、卢旺达爱国阵线及其他主要反对党瓜分政府职位，但把共和国防卫联盟排除在外，局势旋即恶化。协议要求政府根据过渡宪法治国，直到举办自由公正的选举。协议反映当时的实力平衡，哈比亚利马纳、主流反对派和卢旺达爱国阵线都已接受，但共和国防卫联盟和执政党强硬派官员极力反对。全国民主与发展共和运动全国书记马蒂厄·尼格鲁帕茨（Mathieu Ngirumpatse）宣布该党不认可协议，与总统和阿鲁沙的党派谈判人员立场冲突。全国民主与发展共和运动强硬派在全国各地组织游行示威，动员军队与平民中的支持者发起比过去规模更大的杀戮狂潮。暴力席卷卢旺达西北部所有地区并持续六天之久，大量房屋烧成白地，成百上千的图西族人丧生。

### 1993年2月，卢旺达爱国阵线恢复进攻

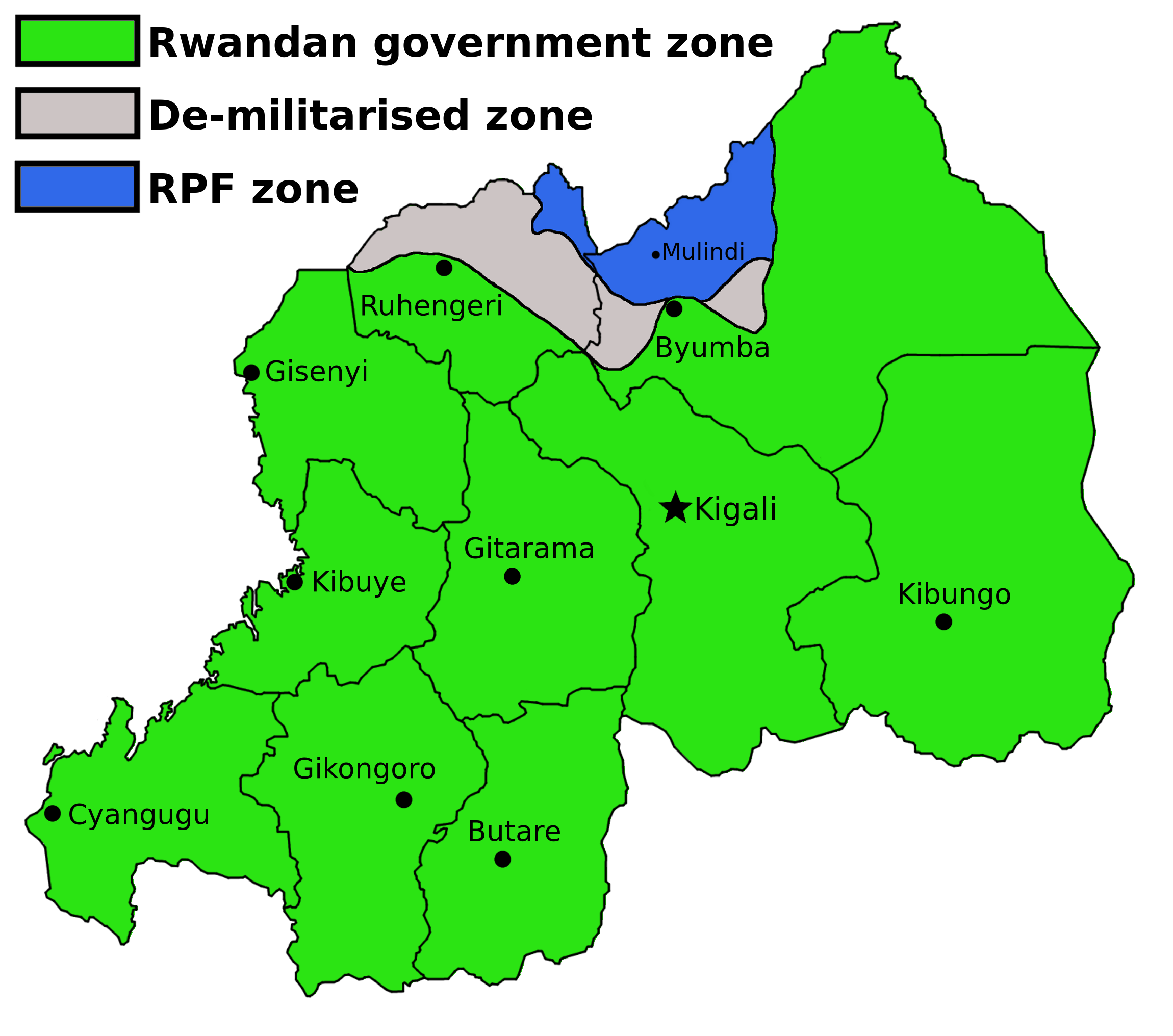
1993年2月卢旺达爱国阵线恢复攻势后的卢旺达，绿色由政府控制，叛军控制蓝色区域，灰色是非军事区。卢旺达政府首度承认丧失部分领土控制权

保罗·卡加梅退出阿鲁沙和谈继续战争，持续六个月的停火告一段落。叛军宣称此举是由共和国防卫联盟和执政党强硬派的暴力引起，但外交政策学者布鲁斯·琼斯（Bruce D. Jones）认为此举主要目的是增加卢旺达爱国阵线的谈判筹码。下一个谈判主题是新建统一军队时各方官兵数量比例，卡加梅所部如果在进攻中成功对抗卢旺达政府军，展示叛军野战实力，卢旺达爱国阵线就能提升协议中他们的部队人员比例。
叛军2月8日开始进攻，从卢旺达北部已经占领的边境地区向南推进。与1990年10月、1991至1992年的历次战斗相比，政府军对此次攻势的反击力度不强，估计很可能是因为政府军内部士气大幅下滑，作战经验严重不足。旷日持久的战争重创该国经济，卢旺达法郎严重贬值，连定期支付军晌都令政府疲于奔命。军队还在迅速扩张，只花一年就从不到一万人一度增至近三万人。新兵大多军纪涣散而且缺乏战斗准备，有些还酗酒，虐待甚至强奸平民。
卢旺达爱国阵线二月的攻势基本没有遇到反抗，部队稳步南下占领国土。叛军战斗刚打响就拿下鲁亨盖里，并在第一天占领比温巴。卢旺达爱国阵线占领区胡图族平民成群结队地逃离，其中大部分住进基加利郊区难民营。此轮进攻引起的平民伤亡缺乏权威记载，吉恰瓦估计有数千人死亡，普鲁尼尔声称叛军只有“小规模”杀戮行径。但是，暴力行径导致卢旺达爱国阵线失去该国反对派潜在盟友。
局势发展表明卢旺达陆军无力抵御叛军进攻，哈比亚利马纳请求法国紧急援助。法国担心卢旺达爱国阵线很快会攻取基加利，立即派150名军人进入该国，同时提供武器弹药支援政府军。2月20日法国又派250人赶往卢旺达，法军抵达基加利后大幅扭转军事局势，南下的叛军遭法军炮火攻击。
2月20日，卢旺达爱国阵线距首都基加利已不足30公里，观察员普遍认为该市会马上遇袭，但叛军没有进攻，而是在这个时候宣布停火。卢旺达爱国阵线此时的打算尚无定论，卡加梅事后自称此时的主要目标是尽可能打击政府军，夺取武器，缓慢占领国土，但在叛军彻底胜利前不会进攻首都或结束战争。他告诉新闻工作者兼作家史蒂芬·金澤，攻击基加利来赢得战争会颠覆国际社会对卢旺达爱国阵线的良好印象，招来以战争推翻胡图族统治只为把图西族扶上台的指控。前来干预的法军越来越多，当地胡图族对政府非常忠诚，这表明叛军不能再像此前卢旺达北部那样轻松攻进基加利，首都争夺战会更加困难和危险。卡加梅手下高级官员敦促他争取全面胜利，但他没有接受。二月攻势结束时，该国已有上百万平民背离家园，其中大部分是胡图族，逃亡人口规模创下卢旺达历史新纪录。

### 1993至1994年，《阿鲁沙协议》与“胡图族权力”兴起

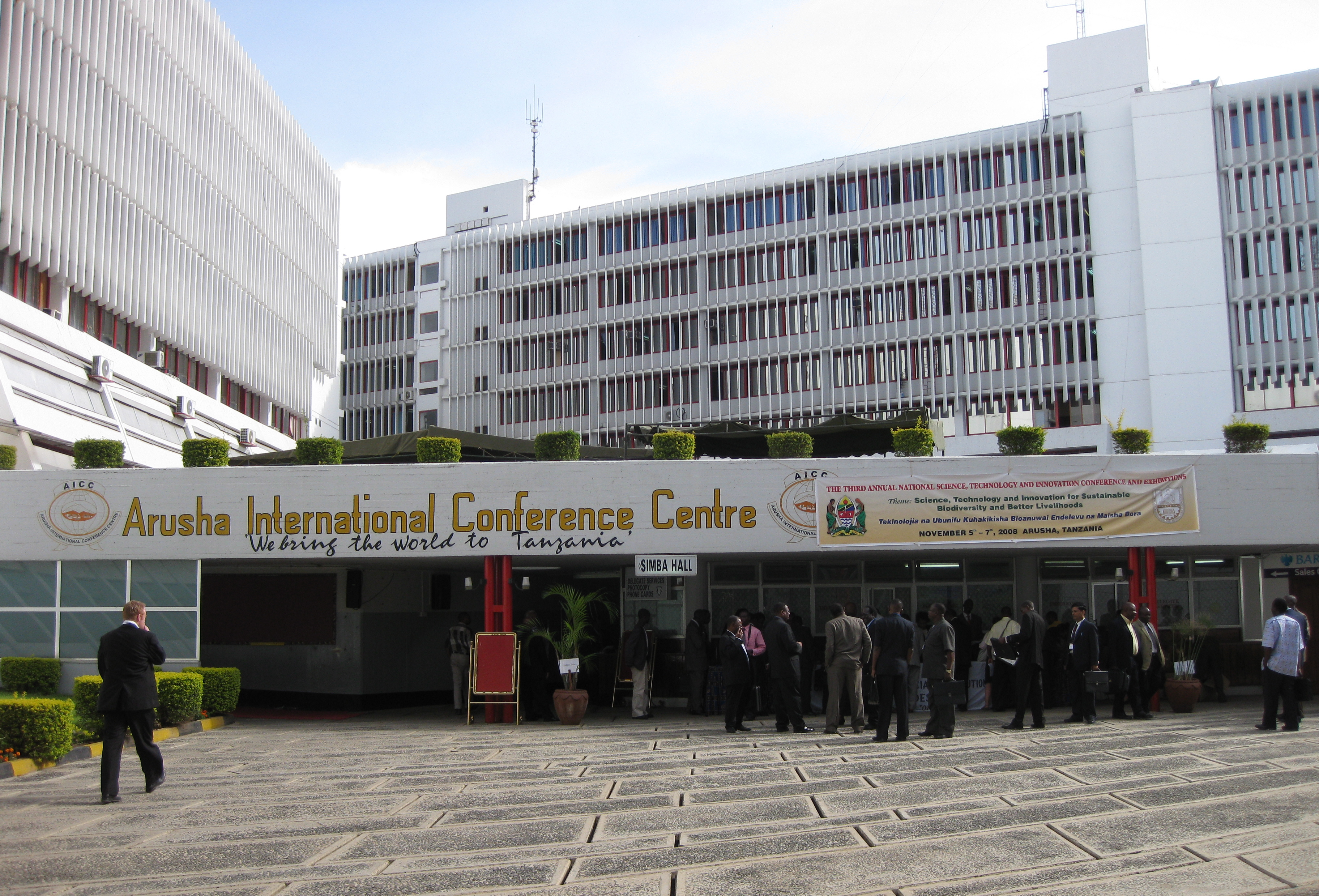
和谈举办地阿鲁沙国际会议中心

卢旺达爱国阵线停火后，保罗·卡加梅、穆塞韦尼总统和欧洲国家代表等人在乌干达首都坎帕拉谈判两天。欧洲国家坚持要求叛军退回二月攻势前占领的地区，卡加梅表示如果政府军不得进入卢旺达爱国阵线二月新占国土，他可以同意上述条件。他还宣称要恢复进攻，占领更多领土，双方最后达成妥协。叛军退出二月前占领的国土，同时在这片领土与卢旺达其他地区之间建立非军事区。妥协方案意义重大，代表哈比亚里马纳政权正式让步，承认北方领土为叛军占领。卢旺达爱国阵线许多高级军官认为卡加梅让步太大，叛军不但要放弃二月占领的领土，还需承诺不侵犯非军事区，等于放弃扩大领土的野心。卡加梅之前救卢旺达爱国阵线于水火，在叛军内部声望卓著，足以压制上述顾虑，最后各方返回阿鲁沙的谈判桌。
代表还在阿鲁沙谈判，但哈比亚利马纳总统在法国政府支持下不顾坎帕拉达成的协议，花费接下来几个月时间集结对抗卢旺达爱国阵线的“共同阵线”。这其中不但有他所在党派和共和国防卫联盟，还有权力分享联盟内其他反对党的强硬派系。与此同时，上述党派的其他派系与卢旺达爱国阵线一起发表声明，谴责法国干预卢旺达事务，呼吁充分尊重阿鲁沙和平进程。各党强硬派系逐渐结合成超越党派政治的“胡图族权力”（Hutu Power）运动，这其中只有共和国防卫联盟是全党投入。其他党派都分裂成“温和派”与“权力派”，两边均自称合法代表各自政党。执政党也存在权力派，其中成员反对总统签署和平协议。众多激进青年民兵团体依附在各党权力派下成长，如执政党下的“联攻派”（Interahamwe），共和国防卫联盟的“同一目标派”（Impuzamugambi）。青年民兵开始在全国各地主动出击，屠杀图西族。政府军训练民兵，帮忙训练的法国人完全没想到此举纯属助纣为虐。
1993年6月，哈比亚利马纳总统已将“胡图族权力”视为超出主流反对派的最大威胁，促使他改变策略，全面投入阿鲁沙和谈，积极推动协议达成。但普鲁尼尔认为，他此时的支持依然只是花架子好看，缺乏实效。哈比亚利马纳自信只需对叛军和反对派让步少许，就能比容忍“胡图族权力”干扰和谈更容易地继续把持权力。军队人数比例分配的谈判旷日持久、困难重重，其间和谈两度几乎夭折。卢旺达政府希望按国内图西族人口比例向卢旺达爱国阵线分配军官，这就只有一成五，但叛军的要求是对半分。卢旺达爱国阵线二月进攻势如破竹，而且得到主持会议的坦桑尼亚支持，在和谈中占据优势地位，政府最终同意他们的要求。除半数军官位置外，叛军在普通军人中占比达四成。协议还要求大量军人复员，协议谈判时卢旺达陆军共有3.5万人，卢旺达爱国阵线两万人，但新成立的国防军只保留1.9万人。所有细节商讨完毕后，各方最终在1993年8月4日签署《阿鲁沙协议》（Arusha Accords），哈比亚利马纳总统及各邻国首脑出席正式签字仪式。
卢旺达再度进入动荡不安的和平时期，一直持续到1994年4月7日。《阿鲁沙协议》呼吁联合国派遣维和部队，联合国卢旺达援助团1993年10月进驻该国，加拿大罗密欧·达莱尔将军统领。协议还规定卢旺达爱国阵线可在基加利“国家发展委员会”（Conseil national de développement）、今卢旺达众议院（Umutwe w'Abadepite）派驻外交官。1993年12月，联合国卢旺达援助团通过“清理走廊行动”（Operation Clean Corridor）将六百到一千名卢旺达爱国阵线军人送到基加利，负责保护外交官。与此同时，各党派的“胡图族权力”派系开始计划种族灭绝。梅尔希奥·恩达达耶于1993年6月当选布隆迪史上首位胡图族总统，但同年十月就被该国陆军中的图西族极端分子刺杀。此事导致胡图族坚信“非我族类、其心必异，图西族亡我之心不死”。共和国防卫联盟及其他党派的权力派也意识到他们可以大做文章。1992年首度提出后一直属边缘观点的“最终解决方案”如今成为第一要务。“联攻派”线人通知联合国卢旺达援助团官员，胡图族极端分子计划破坏和平进程，谋杀基加利的图西族。

### 1994年种族灭绝期间的军事行动

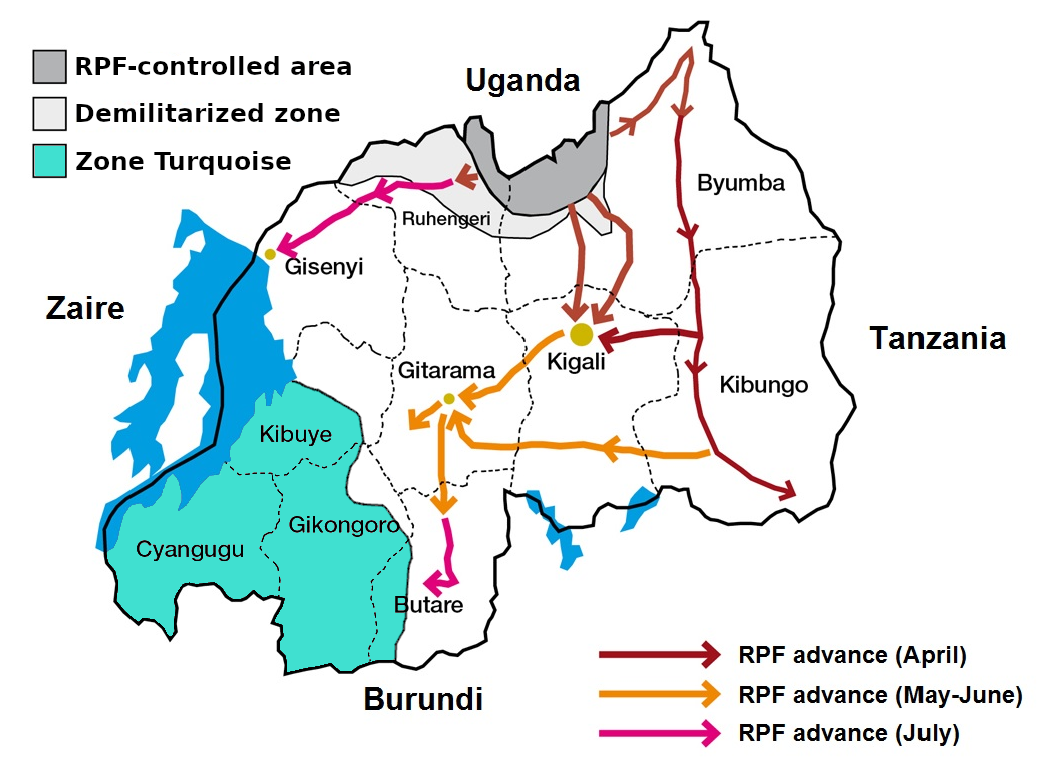
卢旺达爱国阵线四月（红色）、五至六月（橙色）和七月（粉红色）的进攻路线，左下角的浅蓝色部分是法国人建立的“绿松石区”，上方的深灰色小块是卢旺达爱国阵线原占领区，浅灰色部分是非军事区

1994年4月6日，不明身份的武装分子在基加利国际机场击落哈比亚利马纳总统专机，哈比亚利马纳与新任布隆迪总统西普里安·恩塔里亚米拉双双遇难。两人是在达累斯萨拉姆参加区域峰会后返回，肯尼亚、乌干达、坦桑尼亚等国领导人在会上敦促哈比亚利马纳不要再拖延《阿鲁沙协定》落实。普鲁尼尔事后不久在著作中表示，这很可能是哈比亚利马纳政府胡图族极端分子发动的政变，但法国法官让-路易·布鲁吉耶尔（Jean-Louis Bruguière）和西班牙法官费尔南多·安德鲁（Fernando Andreu）分别在2006和2008年驳斥普鲁尼尔的看法，声称卡加梅和卢旺达爱国阵线才是始作俑者。2010年末，接替布鲁吉耶尔的法官下令聘请弹道学家和声学家，开展更彻底的科学调查。报告显示两位总统应该是死于胡图族极端分子之手，但法官没有因此撤消针对卢旺达爱国阵线嫌疑人的指控，直到2018年才因证据不足驳回。
总统遇刺促使卢旺达种族灭绝在数小时内爆发。军方成立塞内斯提·巴高索雷上校为首的危机委员会，根据法定总统继任顺利，阿加特·乌维林吉伊马纳总理应成为国家领导人，但危机委员会拒绝承认。维和部队司令达莱尔将军宣布刺杀属政变行径，坚持由乌维林吉伊马纳接掌权力，巴高索雷同样拒绝接受。总统卫队连夜杀害总理夫妇和十名保护他们的比利时联合国卢旺达援助团军人，也没有放过一众知名温和派政治家和新闻工作者。危机委员会任命的临时政府仍在巴高索雷有效控制下，开始下令有条不紊地发动袭击，杀害大量图西族人和胡图族温和派政治家。经过约一百天屠杀，全国约有五十至一百万人命丧黄泉。
种族灭绝开始后，保罗·卡加梅警告临时政府和联合国维和部队，如不停止屠杀，卢旺达将再陷内战泥潭。次日，卢旺达陆军从各方向进攻该国议会大厦，但卢旺达爱国阵线驻军成功将其击退。叛军接下来从北部占领区跨过非军事区并从三条战线进攻，政府军无法确定哪条才是叛军主力，基加利是否即将遇袭。非军事区的联合国卢旺达援助团撤回营地，以防卷入战斗。卡加梅拒绝与临时政府对话，觉得临时政府不过是巴高索雷统治的遮羞布，根本无意停止种族灭绝。叛军此后几天在卢旺达东部稳步南下，占领加比罗和基加利北面与东面的广大乡村地区。卢旺达爱国阵线驻基加利部队虽与卡加梅所部失去联系，但青年军人部队跨越政府占领区为双方恢复联络。叛军此时没有进攻基加利或比温巴，而是逐步占领城市周边并切断补给线。卢旺达爱国阵线还允许乌干达的图西族难民在叛军控制区内地居住。
联合国维和部队四月多次尝试促成停火，卡加梅每次都回应叛军只会在屠杀中止时停战。四月下旬，卢旺达爱国阵线已占领所有接壤坦桑尼亚的领土，开始从基本古（Kibungo）西进，前往基加利以南。除基加利和鲁亨盖里周边外，叛军基本未遇抵抗。临时政府此时位于吉塔拉马，卡加梅所部5月16日已切断首都到该市的公路，6月13日已占领吉塔拉马。政府军随后企图打通公路未果，临时政府被迫迁至卢旺达最西北角的吉塞尼。卡加梅在指挥作战之余大量招兵买马扩充卢旺达爱国阵线，新兵既有图西族大屠杀幸存者，也有此前在布隆迪生活的卢旺达图西族难民，但这些人无论训练和纪律表现都不及老兵。

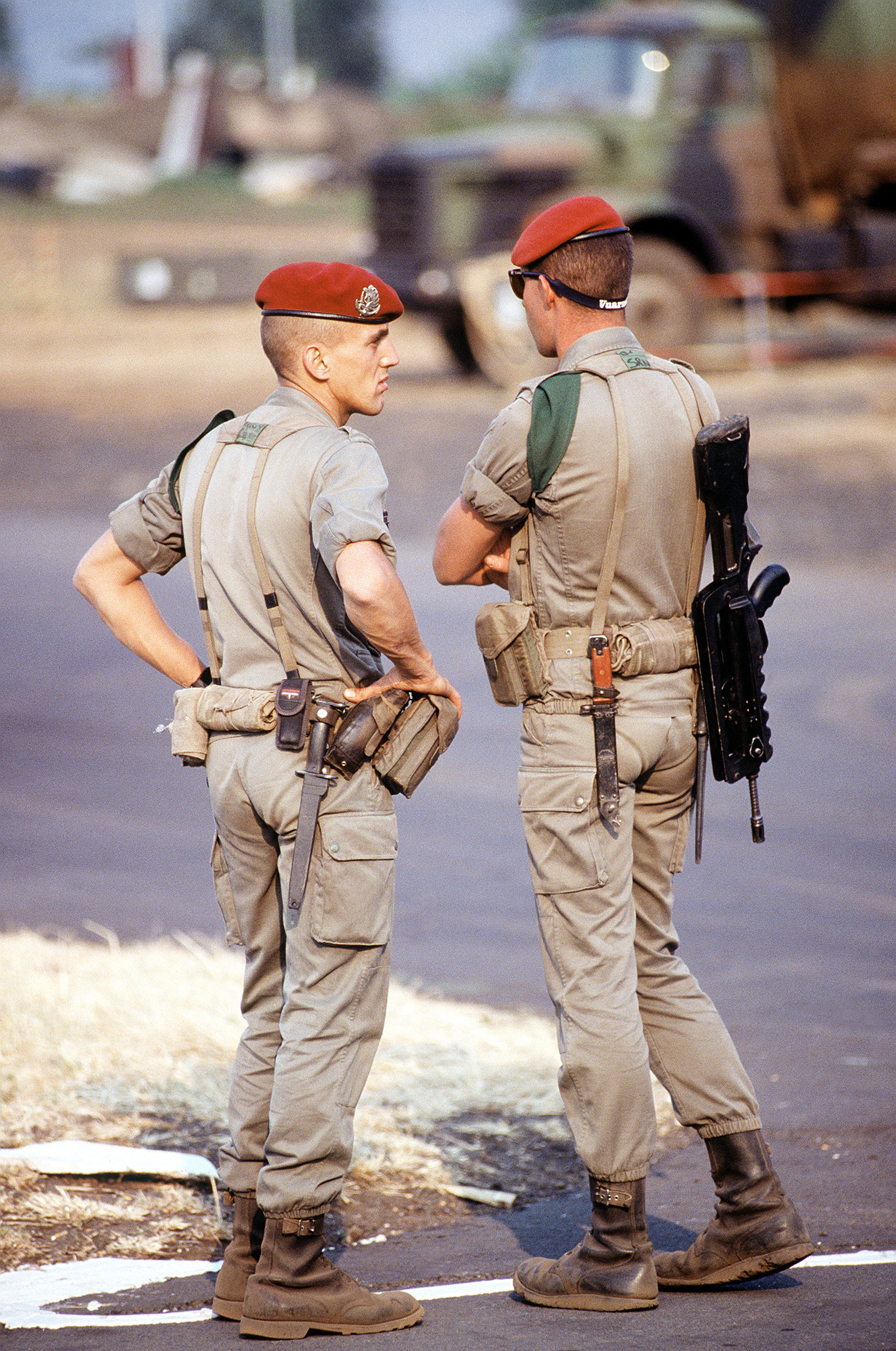
1994年8月基加利的法军

1994年6月下旬，法国发动联合国授权的“绿松石行动”（Opération Turquoise），为流离失所的居民、难民和面临危险的平民设立人道主义安全区。法军从扎伊尔戈马与布卡武的基地出发进入卢旺达西南部，在尚古古、基布耶、吉孔戈羅三角地带建立“绿松石区”，约占卢旺达两成面积。法国国际广播电台估计“绿松石区”共挽救1.5万人命，但随着种族灭绝结束、卢旺达爱国阵线崛起，多数卢旺达人认为“绿松石行动”目的是保护胡图族，甚至保护种族灭绝刽子手。法国仍然敌视卢旺达爱国阵线，阻止叛军向卢旺达西南部推进。“绿松石行动”一直持续到同年8月21日。
卢旺达爱国阵线六月中旬已全面包围基加利，下半个月便开始首都争夺战。政府军人数和武器占优，但叛军依然稳步占领国土，並发动突袭救援敌军防线后方平民。达莱尔将军声称卡加梅实乃“心理战大师”，深知卢旺达陆军此时已将种族灭绝视为第一要务，保护首都沦为次要目标，进而通过占据国土打击政府军士气。7月4日，卢旺达爱国阵线终于战胜基加利的政府守军，7月18日，叛军占领吉塞尼和西北部其他地区，临时政府被迫流亡扎伊尔。卢旺达爱国阵线最终赢得内战，结束种族灭绝。卡加梅所部在七月结束前占领除“绿松石区”以外的卢旺达全境，卢旺达爱国阵线将攻陷基加利的7月4日定为解放日，是卢旺达公共节日。
种族灭绝期间，进驻卢旺达的联合国卢旺达援助团虽是联合国维和部队，但因《联合国宪章》第六章限制，无力军事干预。达莱尔将军促成和平之举沦为空谷足音，援助团大部分卢旺达工作人员在种族灭绝初期遇害，严重制约组织运作能力。援助团最大的贡献是主要有两方面，一是在位于阿马霍罗体育场（Amahoro Stadium）的总部及其他联合国安全区容留成千上万的图西族和胡图族温和派避难，二是协助其他国家民众转移。比利时政府提供的援助团军人最多，但都在保护乌维林吉伊马纳总理的十名军人遇害后撤离。五月中旬，联合国承认“可能已发生种族灭绝行径”，同意派出增援。增援部队六月开始抵达，七月种族灭绝结束后留在该国维持治安和稳定直到1996年任务中止。1994年4至7月，15名联合国维和军人在卢旺达遇害，其中包括十名比利时人，三名加纳人，一名乌干达人，还有冒生命危险反复救助卢旺达人的塞内加尔人姆巴伊·迪亚涅。

## 影响

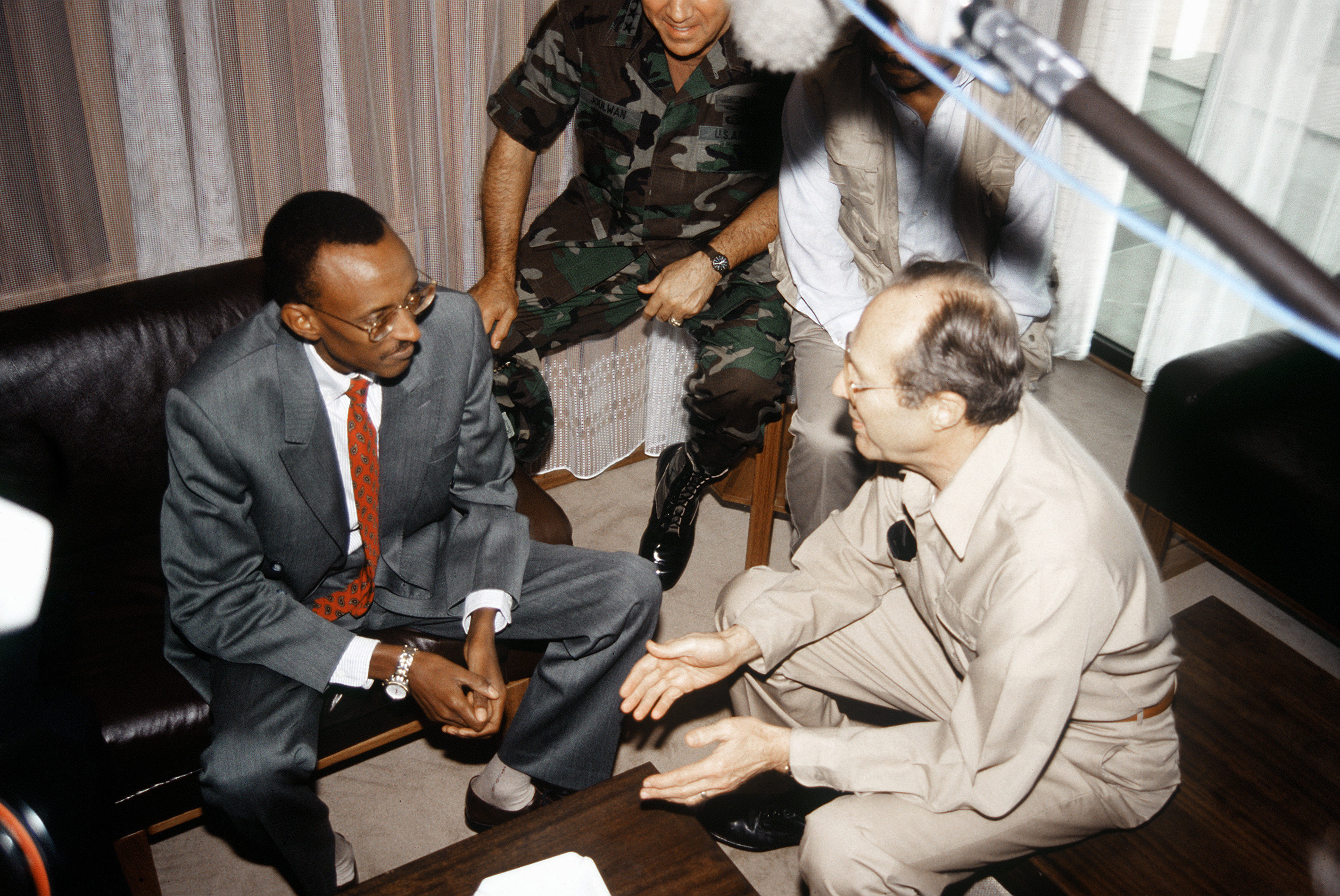
1994年7月，卢旺达副总统兼事实上的领导人保罗·卡加梅接见美国国防部长威廉·佩里

种族灭绝结束后，赢得内战的卢旺达爱国阵线控制卢旺达全境，截至2020年仍是该国占据绝对优势的政治力量。他们组建的政府框架基本与《阿鲁沙协议》相符，但全国民主与发展共和运动已是非法政党，在协议中的份额归卢旺达爱国阵线所有。卢旺达爱国阵线武装部队更名“卢旺达爱国军”（Rwandan Patriotic Army），此后发展成国防军。保罗·卡加梅同时担任卢旺达副总统和国防部长；曾是哈比亚利马纳政府公务员、后来加入卢旺达爱国阵线的巴斯德·比齐蒙古出任总统。比齐蒙古及其内阁掌握一定的国内事务控制权，但卡加梅身为武装部队总司令才是事实上的最高领导人。

### 国内局势
卢旺达的基础设施和经济在种族灭绝期间损失惨重，大量建筑不宜居住，前政权逃往国外时将货币和动产席卷一空。人力资源严重枯竭，全国超过四成人口丧生或逃离。除平民外，战争期间约有7500名战斗人员死亡。幸存者情况不容乐观，许多人亲属丧生或亲眼目睹杀戮，甚至一度参与种族灭绝。战时层出不穷的强奸影响旷日持久，如社会孤立、性傳染病、意外怀孕及单亲婴儿，部分受害人自行流产。政府开始重建国家机构和基础设施期间，卡加梅带领的军队维持治安和秩序。
非政府组织逐渐返回卢旺达，但国际社会对新政权态度冷淡。卢旺达大量胡图族难民逃到扎伊尔，大部分国际援助直接送往难民营。卡加梅力争让新政府更显包容，而不是图西族一家独大。他命令取消公民身份证的种族项目，政府政策力求淡化胡图族、图西族和特瓦族的区别。
种族灭绝期间和卢旺达爱国阵线赢得内战后的几个月里，卢旺达爱国阵线军人杀死许多被控参与或支持种族灭绝的人，但规模、范围和责任源头尚具争议。人权观察与普鲁尼尔等学者声称死亡人数可能高达十万，但卡加梅和卢旺达爱国阵线高官没有参与组织，也没有听之任之。卡加梅在接受史蒂芬·金澤采访时承认存在上述杀人行径，但都是部分军人自做主张，根本无法控制。1995年，卢旺达爱国军在布塔雷省向国内流离失所者营地开火，史称“基贝霍大屠杀”（Kibeho massacre），昔日卢旺达爱国阵线的杀戮也在同时引起国际关注。联合国卢旺达援助团的澳大利亚军人估计至少四千人死于1995年惨案，卢旺达政府宣称死者共计338人。
卡加梅2000年接过比齐蒙古的总统位置并启动大规模国家发展运动，计划在2020年将卢旺达发展成中等收入国家。该国各项关键指标进步显著，如人类发展指数、医保和教育。2004至2010年，卢旺达年均增长八个百分点，2006年57%的贫困率到2011年底已降至45%。2000年该国人口预期寿命46.6岁，2021年估计升至67.5岁。国家进入和解时期之际，卢旺达开设法庭审判种族灭绝嫌犯，如卢旺达问题国际刑事法庭，以及为处理大量积压案件重新启用的乡村传统加卡卡法庭（Gacaca court）。

### 难民危机、叛乱和刚果战争

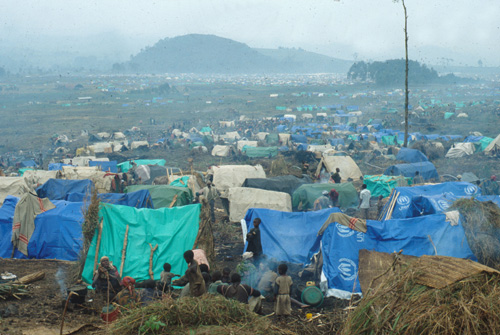
1994年薩伊的难民营

卢旺达爱国阵线赢得内战后，约两百万胡图族担心卡加梅所部报复种族灭绝行径逃往邻国难民营，其中以扎伊尔最多。难民营人满为患，脏乱不堪，数以万计的难民死于霍亂、痢疾等各种流行病。难民营是联合国难民署设立，但在前胡图族政权军队和政府的有效控制下，其中不乏种族灭绝的罪魁祸首，他们还设法取得武器，期望打回卢旺达重掌权力。
1996年下半年，难民营的胡图族武装分子经常跨境入侵，卢旺达爱国阵线领导政府反击。卢旺达向扎伊尔南基伍省的图西族班亚穆楞吉人（Banyamulenge）提供军人和军事训练，帮他们击败扎伊尔安全部队。班亚穆楞吉人投桃报李，联同其他扎伊尔图西族人袭击难民营，重点打击胡图族民兵。数十万难民因此逃离，许多人返回卢旺达直面新政府，其他人继续深入扎伊尔西部。卢旺达爱国阵线以解放刚果民主力量联盟叛军之名持续追击深入扎伊尔的难民，估计杀害23.2万人。卢旺达西北部省份占绝对优势的胡图族人口支持前政权，昔日败兵借此继续跨境作战。1999年，政府通过宣传和胡图族顺利融入国防军取得该族人口支持，叛军最后一败涂地。
除打击难民营外，卡加梅还以战争将蒙博托赶下台。蒙博托曾支持难民营的种族灭绝罪犯，还面临容许扎伊尔境内图西族人遭受袭击的指控。卢旺达和乌干达政府支持洛朗-德西雷·卡比拉为首的四大叛军团体联盟，叛军发动第一次刚果战争，迅速控制北基伍省和南基伍省后西进。扎伊尔政府军组织不力，士气低下，面对叛军攻势基本没有抵抗，领土不断丧失。1997年5月，叛军控制扎伊尔全境。蒙博托流亡国外，扎伊尔更名“刚果民主共和国”。1998年，刚果新政权排挤卢旺达势力，卡加梅转为支持新叛军，引发第二次刚果战争，战争持续到2003年，导致数百万人死亡和极其严重的破坏。2010年，联合国发布报告指控卢旺达爱国军在两次刚果战争期间大规模侵犯人权，犯有危害人类罪，卢旺达政府否认指控。
2015年，卢旺达政府向乌干达支付赔偿，补偿卢旺达内战期间该国边境地区所受破坏。

## 脚注
1. 1 2 3  IPEP（2000年），第49–50页
2. 1 2  Cunningham（2011年），第137页
3. 1 2  Dallaire（2003年），第400页
4. ↑  Chrétien（2003年），第44页
5. 1 2 3  Mamdani（2002年），第61页
6. ↑  Chrétien（2003年），第58页
7. ↑  King（2007年），第75页
8. ↑  Pottier（2002年），第12页
9. ↑  Prunier（1999年），第16页
10. ↑  Mamdani（2002年），第58页
11. ↑  Chrétien（2003年），第69页
12. ↑  Shyaka（2004年），第10–11页
13. ↑  Chrétien（2003年），第88–89页
14. ↑  Chrétien（2003年），第482页
15. 1 2  Chrétien（2003年），第160页
16. ↑  Dorsey（1994年），第38页
17. ↑  Mamdani（2002年），第69页
18. ↑  Prunier（1999年），第13–14页
19. ↑  Pottier（2002年），第13页
20. ↑  Appiah & Gates（2010年），第218页
21. ↑  Carney（2013年），第24页
22. ↑  Prunier（1999年），第25页
23. ↑  Jones（2001年），第17页
24. ↑  Chrétien（2003年），第217–218页
25. ↑  Prunier（1999年），第25–26页
26. ↑  Prunier（1999年），第26页
27. ↑  Chrétien（2003年），第260页
28. ↑  Prunier（1999年），第32–35页
29. ↑  Prunier（1999年），第35页
30. ↑  Prunier（1999年），第38–39页
31. ↑  Gourevitch（2000年），第56–57页
32. ↑  Mamdani（2002年），第108页
33. ↑  Prunier（1999年），第45–46页
34. ↑  Prunier（1999年），第43页
35. ↑  Kroslak & 2007，第24页
36. ↑  Prunier（1999年），第43–44页
37. ↑  Mamdani（2002年），第113页
38. ↑  Carney（2013年），第124–125页
39. ↑  Carney（2013年），第125页
40. 1 2  Newbury（1988年），第196页
41. ↑  Newbury（1988年），第195–196页
42. ↑  Carney（2013年），第127页
43. ↑  Sabar（2013年）
44. ↑  Prunier（1999年），第53–54页
45. ↑  Prunier（1999年），第62页
46. ↑  Mayersen（2010年），第21页
47. ↑  Mamdani（2002年），第160–161页
48. ↑  Prunier（1999年），第63–64页
49. 1 2  Prunier（1999年），第55页
50. 1 2  Prunier（1999年），第56页
51. ↑  Prunier（1999年），第54页
52. 1 2  Kinzer（2008年），第34页
53. ↑  Prunier（1999年），第57页
54. 1 2  Prunier（1999年），第74–76页
55. ↑  Twagilimana（2007年），第117页
56. ↑  Twagilimana（2007年），第116页
57. ↑  Prunier（1999年），第84页
58. ↑  Prunier（1999年），第85页
59. 1 2 3  Prunier（1999年），第86页
60. ↑  Prunier（1999年），第87–89页
61. 1 2 3  Prunier（1999年），第90页
62. 1 2 3  Prunier（1999年），第67页
63. ↑  Dash（1983年）
64. ↑  Prunier（1999年），第68页
65. 1 2 3  Kinzer（2008年），第39页
66. ↑  Associated Press (I) & 1981
67. ↑  Nganda（2009年）
68. ↑  Prunier（1999年），第63页
69. 1 2  Prunier（1999年），第69页
70. ↑  Adelman & Suhrke（1999年），第19页
71. 1 2  Adelman & Suhrke（1999年），第22页
72. ↑  Adelman & Suhrke（1999年），第24页
73. ↑  Prunier（1999年），第70页
74. ↑  Kinzer（2008年），第47页
75. ↑  Kinzer（2008年），第50–51页
76. ↑  Simpson (I)（2000年）
77. 1 2  Kinzer（2008年），第51–52页
78. ↑  Wells & Fellows（2016年），第29页
79. ↑  Prunier（1999年），第72–73页
80. 1 2 3  Bamurangirwa（2013年），第80页
81. 1 2  Adelman & Suhrke（1999年），第34页
82. ↑  Adelman & Suhrke（1999年），第31页
83. 1 2  Kinzer（2008年），第53页
84. ↑  Adelman & Suhrke（1999年），第33页
85. ↑  Mamdani（2002年），第175页
86. ↑  Kinzer（2008年），第53–54页
87. ↑  Mamdani（2002年），第176页
88. ↑  Mamdani（2002年），第182页
89. ↑  Kinzer（2008年），第57页
90. ↑  Prunier（1999年），第97–98页
91. 1 2  Kinzer（2008年），第61页
92. ↑  Kinzer（2008年），第61–62页
93. ↑  Kinzer（2008年），第62页
94. 1 2 3  Prunier（1999年），第93页
95. ↑  Kinzer（2008年），第65页
96. ↑  Biles（1990年）
97. 1 2 3  Prunier（1999年），第94页
98. ↑  Government of Rwanda（2009年）
99. ↑  Prunier（1999年），第95–96页
100. 1 2  Prunier（2009年），第13–14页
101. ↑  Prunier（2009年），第14页
102. 1 2 3 4  Wallis（2006年），第24–25页
103. ↑  Prunier（1999年），第102页
104. 1 2  Guichaoua（2015年），第34页
105. ↑  Wallis（2006年），第27页
106. ↑  Melvern（2000年），第14页
107. 1 2 3  Prunier（1999年），第101页
108. ↑  Prunier（1999年），第107页
109. ↑  Prunier（1999年），第107–108页
110. ↑  Adelman & Suhrke（1999年），第88页
111. 1 2  Prunier（1999年），第109页
112. ↑  Kinzer（2008年），第78页
113. 1 2 3  Prunier（1999年），第96页
114. ↑  Muhanguzi Kampe（2016年），第116页
115. ↑  Guichaoua（2015年），第34–36页
116. ↑  Melvern（2004年），第16页
117. ↑  Human Rights Watch（1992年），第13–14页
118. ↑  Longman（2017年），第126页
119. ↑  Encyclopaedia Britannica.
120. 1 2 3  Kinzer（2008年），第64页
121. ↑  Kinzer（2008年），第63页
122. ↑  Kinzer（2008年），第67页
123. ↑  Kinzer（2008年），第75–76页
124. 1 2 3 4  Kinzer（2008年），第76页
125. ↑  Kinzer（2008年），第78–79页
126. 1 2 3  Kinzer（2008年），第79页
127. ↑  Prunier（1999年），第114–115页
128. 1 2 3  Kinzer（2008年），第80页
129. ↑  Muhanguzi Kampe（2016年），第112–113页
130. ↑  Muhanguzi Kampe（2016年），第114页
131. ↑  Muhanguzi Kampe（2016年），第115–116页
132. 1 2 3 4 5 6  Prunier（1999年），第115页
133. 1 2  Des Forges（1999年），The Rwandan Patriotic Front
134. ↑  Prunier（1999年），第116页
135. 1 2 3  Kinzer（2008年），第83页
136. ↑  Kinzer（2008年），第82页
137. ↑  Prunier（1999年），第117页
138. 1 2  Prunier（1999年），第118页
139. 1 2 3 4 5 6 7  Prunier（1999年），第119页
140. ↑  Mamdani（2002年），第183页
141. ↑  Muhanguzi Kampe（2016年），第117, 121页
142. 1 2  Kinzer（2008年），第87页
143. ↑  ITMB Publishing.
144. 1 2 3 4 5 6 7  Kinzer（2008年），第88页
145. 1 2  Prunier（1999年），第120页
146. 1 2 3 4 5 6  Kinzer（2008年），第89页
147. 1 2  Muhanguzi Kampe（2016年），第127页
148. 1 2 3  Prunier（1999年），第135页
149. ↑  Kinzer（2008年），第90页
150. 1 2 3  Kinzer（2008年），第91页
151. ↑  Kinzer（2008年），第96页
152. ↑  Prunier（1999年），第136页
153. 1 2  Prunier（1999年），第136–137页
154. 1 2  Kinzer（2008年），第98页
155. ↑  Kinzer（2008年），第92–94页
156. ↑  Des Forges（1999年），Propaganda and Practice
157. 1 2 3  Kinzer（2008年），第97页
158. ↑  Prunier（1999年），第123–124页
159. 1 2 3  Prunier（1999年），第127页
160. ↑  Adelman & Suhrke（1999年），第66−67页
161. ↑  Adelman & Suhrke（1999年），第69页
162. ↑  Prunier（1999年），第134页
163. 1 2  Kinzer（2008年），第103页
164. ↑  Prunier（1999年），第145页
165. ↑  Prunier（1999年），第150页
166. 1 2  Prunier（1999年），第161页
167. ↑  Prunier（1999年），第151页
168. ↑  Prunier（1999年），第167页
169. 1 2 3  Prunier（1999年），第162页
170. ↑  Prunier（1999年），第163页
171. 1 2  Prunier（1999年），第169页
172. ↑  Prunier（1999年），第170页
173. 1 2 3 4  Prunier（1999年），第173页
174. ↑  Adelman & Suhrke（1999年），第140−141页
175. 1 2 3 4 5 6 7 8  Prunier（1999年），第174页
176. 1 2 3 4  Kinzer（2008年），第104页
177. 1 2 3 4 5 6  Adelman & Suhrke（1999年），第141页
178. ↑  Dallaire（2003年），第xx页
179. 1 2 3 4 5 6  Kinzer（2008年），第106页
180. ↑  Guichaoua（2015年），第80页
181. ↑  Prunier（1999年），第159页
182. 1 2  Melvern（2004年），第20页
183. 1 2 3 4 5  Prunier（1999年），第175页
184. 1 2  Guichaoua（2015年），第81页
185. 1 2  Prunier（1999年），第176页
186. 1 2 3  Kinzer（2008年），第105页
187. 1 2  Prunier（1999年），第177页
188. 1 2  Prunier（1999年），第178页
189. ↑  Kinzer（2008年），第107页
190. 1 2 3  Prunier（1999年），第179页
191. ↑  Prunier（1999年），第188页
192. 1 2  Prunier（1999年），第181–182页
193. ↑  Prunier（1999年），第182页
194. ↑  Dallaire（2003年），第129页
195. 1 2  Prunier（1999年），第165页
196. ↑  Melvern（2004年），第25页
197. 1 2  Prunier（1999年），第186页
198. 1 2 3  Adelman & Suhrke（1999年），第142–143页
199. 1 2  Prunier（1999年），第193页
200. ↑  Prunier（1999年），第191页
201. ↑  Dallaire（2003年），第98页
202. ↑  Dallaire（2003年），第42页
203. 1 2  Dallaire（2003年），第130页
204. 1 2 3 4  Prunier（1999年），第200页
205. ↑  Prunier（1999年），第199页
206. ↑  Greg Barker（2014年）
207. ↑  National Assembly of France（1998年）
208. ↑  BBC News (I)（2010年）
209. ↑  Prunier（1999年），第211页
210. ↑  Prunier（1999年），第222–223页
211. ↑  Wilkinson（2008年）
212. ↑  Bruguière（2006年），第1页
213. ↑  BBC News (IV)（2012年）
214. ↑  Reyntjens: "Had the expert report, which became public in January 2012, been as convincing as the letter wants us to believe, the judges would have dropped the charges against the Rwandan suspects ages ago."
215. ↑  BBC News (VI)（2018年）
216. 1 2  Dallaire（2003年），第224页
217. ↑  McGreal & 2008
218. ↑  Gourevitch（2000年），第114页
219. ↑  Dallaire（2003年），第231页
220. ↑  Prunier（1999年），第230页
221. 1 2 3  Prunier（1999年），第268页
222. 1 2  Dallaire（2003年），第386页
223. ↑  Henley（2007年）
224. 1 2  Dallaire（2003年），第247页
225. ↑  Dallaire（2003年），第264–265页
226. ↑  Dallaire（2003年），第269页
227. 1 2  Dallaire（2003年），第288页
228. 1 2  Dallaire（2003年），第299页
229. ↑  Dallaire（2003年），第300页
230. ↑  Dallaire（2003年），第326–327页
231. ↑  Dallaire（2003年），第410页
232. ↑  Prunier（1999年），第270页
233. 1 2 3  United Nations（1996年）
234. ↑  RFI（2014年）
235. ↑  Fassbender（2011年），第27页
236. ↑  McGreal（2007年）
237. ↑  Rucyahana（2007年），第137页
238. 1 2 3 4  Dallaire（2003年），第421页
239. ↑  Dallaire（2003年），第459页
240. ↑  Prunier（1999年），第298–299页
241. ↑  Dallaire（2003年），第474–475页
242. ↑  MINFOTRA（2015年）
243. ↑  Prunier（1999年），第261页
244. ↑  Prunier（1999年），第236–237页
245. ↑  Dallaire（2003年），第270页
246. ↑  Prunier（1999年），第204页
247. ↑  Melvern（2004年），第197页
248. ↑  PBS.
249. ↑  Melvern（2004年），第229页
250. ↑  Melvern（2004年），第411页
251. ↑  BBC News (V)（2013年）
252. ↑  Park（2020年）
253. ↑  Prunier（1999年），第299–300页
254. ↑  Wallis（2006年），第ix页
255. ↑  Prunier（1999年），第300页
256. ↑  Prunier（1999年），第369页
257. 1 2  Kinzer（2008年），第181页
258. ↑  United States Holocaust Memorial Museum（2011年）
259. ↑  de Brouwer（2005年），第14页
260. 1 2  Bonner（1994年）
261. ↑  Kinzer（2008年），第187页
262. ↑  Prunier（1999年），第327–328页
263. ↑  Kinzer（2008年），第189页
264. ↑  Prunier（1999年），第360页
265. ↑  Kinzer（2008年），第191页
266. ↑  Lorch（1995年）
267. ↑  Australian War Memorial.
268. ↑  Prunier（2009年），第42页
269. ↑  BBC News (III)（2000年）
270. ↑  Kinzer（2008年），第226–227页
271. ↑  Murdock（2010年）
272. ↑  National Institute of Statistics of Rwanda（2012年）
273. ↑  UNDP（2013年），第2页
274. ↑  CIA (I)
275. ↑  Bowcott（2014年）
276. ↑  Prunier（1999年），第312页
277. ↑  UNHCR（2000年）
278. ↑  Siddique（1994年）
279. ↑  Prunier（1999年），第313–314页
280. ↑  Prunier（1999年），第381–382页
281. 1 2 3 4  Pomfret（1997年）
282. ↑  Prunier（1999年），第382页
283. 1 2  Prunier（1999年），第384–385页
284. ↑  Prunier（2009年），第118页
285. ↑  Prunier（2009年），第122–123页
286. ↑  Reyntjens（2013年）
287. ↑  Emizet（2000年），第163, 178–179页
288. ↑  Kinzer（2008年），第216页
289. ↑  Kinzer（2008年），第209页
290. ↑  Brittain（1999年）
291. ↑  Kinzer（2008年），第215–218页
292. ↑  Byman et al.，第18頁
293. ↑  Prunier（2009年），第113–116页
294. ↑  Prunier（2009年），第128–133页
295. ↑  Prunier（2009年），第136页
296. 1 2  BBC News (II).
297. ↑  Prunier（2009年），第182–183页
298. ↑  McGreal（2010年）
299. ↑  Muhanguzi Kampe（2016年），第120页

## 扩展阅读
- Power, Samantha. . New York: Basic Books. 2002: 329–390  [2020-07-31]. （原始内容存档于2020-07-31）.